# Wilhelm Fiedler
Otto Wilhelm Fiedler (3 de abril de 1832 - 19 de noviembre de 1912) fue un matemático alemán nacionalizado suizo, conocido por sus libros de texto de geometría y sus contribuciones a la geometría descriptiva.

## Semblanza
Fiedler era el hijo de un zapatero. Asistió al Royal Mercantile College de Chemnitz y en 1849 a la Bergakademie Freiberg como estudiante externo. En 1852 se convirtió en profesor de matemáticas en la "Werkmeisterschule" en Freiberg y en 1853 en la "Gewerbeschule" en Chemnitz.  Tuvo que cuidar a su madre viuda y a sus hermanos, y se educó a sí mismo sin tener que asistir directamente a una universidad. En 1858 obtuvo el doctorado en matemáticas por la Universidad de Leipzig con August Möbius (con la tesis titulada Die Zentralprojektion als geometrische Wissenschaft).
Fiedler se dio a conocer al editar la traducción de los libros de texto de geometría analítica, proyectiva y algebraica de George Salmon (en el siglo XIX conocido en Alemania como "Salmon-Fiedler"). Fue amigo de Salmon y estudió sus trabajos teológicos después de su jubilación. 
En 1864 se convirtió en profesor de geometría descriptiva en la Universidad Técnica de Praga y en 1867 accedió al cargo de profesor de la Escuela Politécnica Federal de Zúrich (por mediación de Karl Culmann), retirándose en 1907. Entre sus alumnos figuraron Marcel Grossmann y Emil Weyr. Hendrik de Vries fue su asistente. 
Fue miembro de la Leopoldina (1889) y de la Academia Bávara de Ciencias y Humanidades (1906). Obtuvo en 1884 el premio Steiner de la Academia de Ciencias de Prusia, y en 1907 se le otorgó un grado honorario de la Universidad de Tecnología de Viena. 
En 1860 se casó con Line Elise Springer. Se naturalizó suizo en Zúrich en 1875. Su hijo Ernst (1861-1954) fue profesor de matemáticas y rector de la "Oberrealschule" (posteriormente Kantonsschule Rämibühl) en Zúrich. Su hijo Karl (1863–1894) fue privatdozent de zoología también en Zúrich.

## Publicaciones
- Con George Salmon: Analytische Geometrie der Kegelschnitte mit besonderer Berücksichtigung der neueren Methoden , Teubner 1860, 2.  Auflage 1866 (Escaneo), 5. Auflage en 2 Teilen 1887/88 (Tl. 1 , Tl. 2), 7. Auflage 1907
- Die Elemente der neueren Geometrie und die Algebra der binären Formen: Ein Beitrag zur Einführung in die Algebra der linearen Transformationen , Teubner 1862 (Escaneo)
- Con George Salmon: Vorlesungen zur Einführung in die Algebra der linearen Transformationen , Teubner 1863, 3.  Auflage 1878
- Con George Salmon: Analytische Geometrie des Raumes , 2 Bände, Teubner 1863, 1865, 4.  Auflage, 1898 
  - Band 1: Die Elemente der analytischen Geometrie des Raumes und die Theorie der Flächen zweiten Grados
  - Band 2: Analytische Geometrie der Curven im Raume und der algebraischen Flächen
- Die darstellende Geometrie in organischer Verbindung mit der Geometrie der Lage, Teubner 1871, 3. Auflage in drei Bänden 1883–1888 
  - Band 1: Die Methoden der darstellenden und die Elemente der projectivischen Geometrie: für Vorlesungen und zum Selbststudium
  - Band 2: Die darstellende Geometrie der krummen Linien und Flächen
  - Band 3: Die constituirende und analytische Geometrie der Lage
- Con George Salmon: Analytische Geometrie der höheren ebenen Kurven, Teubner 1873, 2.  Auflage 1882
- Cyklographie oder Construction der Aufgaben über Kreise und Kugeln und elementare Geometrie der Kreis und Kugelsysteme, Teubner 1882 (Escaneo)
- Meine Mitarbeit an der Reform der darstellenden Geometrie in neuerer Zeit.  En: Jahresbericht der Deutschen Mathematiker-Vereinigung. Bd. 14 (1905), S. 493–503 (Escaneo).